# Erzelj
Erzelj – wieś w Słowenii, w gminie Vipava. W 2018 roku liczyła 79 mieszkańców.